# Бобровский 2-й
Бобровский 2-й — хутор в Серафимовичском районе Волгоградской области. Административный центр Бобровского сельского поселения.

## История
24 декабря 2004 года в соответствии с Законом Волгоградской области № 979-ОД хутор возглавил Бобровское сельское поселение.

## География
Хутор расположен на западе региона и находится на р. Дон.
Улицы
| - ул. Веселая - ул. Донская - ул. Заречная - ул. Подгорная - ул. Родниковая - ул. Садовая - ул. Светлая - ул. Солнечная | - ул. Соловьиная - ул. Степная - ул. Тенистая - ул. Тихая - ул. Центральная - ул. Шпилевская - ул. Ярская |

## Население
| 2010 |
| ---- |
| 526  |

## Инфраструктура
Администрация сельского поселения.
Развитое сельское хозяйство. Личное подсобное хозяйство.

## Транспорт
Проходит автодорога межмуниципального значения «Лог — Новогригорьевская — Клетская — Распопинская — Серафимович» (идентификационный номер 18 ОП РЗ 18К-23).